# Beelsby
Beelsby är en civil parish i Storbritannien.   Den ligger i kommunen North East Lincolnshire och riksdelen England, i den sydöstra delen av landet, 220 km norr om huvudstaden London.